# 北川ダム (大分県)
北川ダム（きたがわダム）は、大分県佐伯市、一級河川・五ヶ瀬川水系北川に建設されたダムである。
大分県が管理を行う県営ダムで、高さ82.0メートルのアーチ式コンクリートダム。五ヶ瀬川水系では最大のダムであり、北川流域の治水と水力発電を目的に国庫の補助を受けて建設された補助多目的ダムである。
ダムによって形成された人造湖は大分県が管理するダムの中では最大規模であるが、固有の湖名は付けられておらず、名称は北川ダム湖とされている。2005年（平成17年）にはダム水源地環境整備センターの選定するダム湖百選に選ばれた。

## 概要
大分県に源を発し、宮崎県日向灘に注ぐ北川の両県県境付近の北川とその支流の中岳川との合流部に建設された、大分県で初めてのアーチ式コンクリートダムである。大分県電気局（現企業局）によって、洪水調節と発電を目的に建設された多目的ダムで、源流の標高が285mと低く、勾配の小さい北川で発電を行うために、全国でも珍しい低落差発電が行われている。
中岳川との合流部より上流の北川は、田代川とも呼ばれる。ダム湖には、1908年（明治41年）に合流部直上の田代川に架けられた田代橋という石造の眼鏡橋が水没している。この石橋は、湖底から約10mの高さにあり、春の渇水期から、梅雨または台風でダムが満水になるまでの限られた期間だけ湖面に姿を現すことがある。
北川ダムのダム湖はダム湖百選に選定されている。ダム湖の左岸を国道326号が走っており、支流の中岳川がダム湖に流入する箇所には地元の民謡『宇目の唄げんか』にちなんだ唄げんか大橋が架かり、そのたもとには道の駅宇目がある。ダムの周辺はクマタカの生息地であり、1981年には大分県指定鳥獣保護区に指定されている。

## 外部リンク

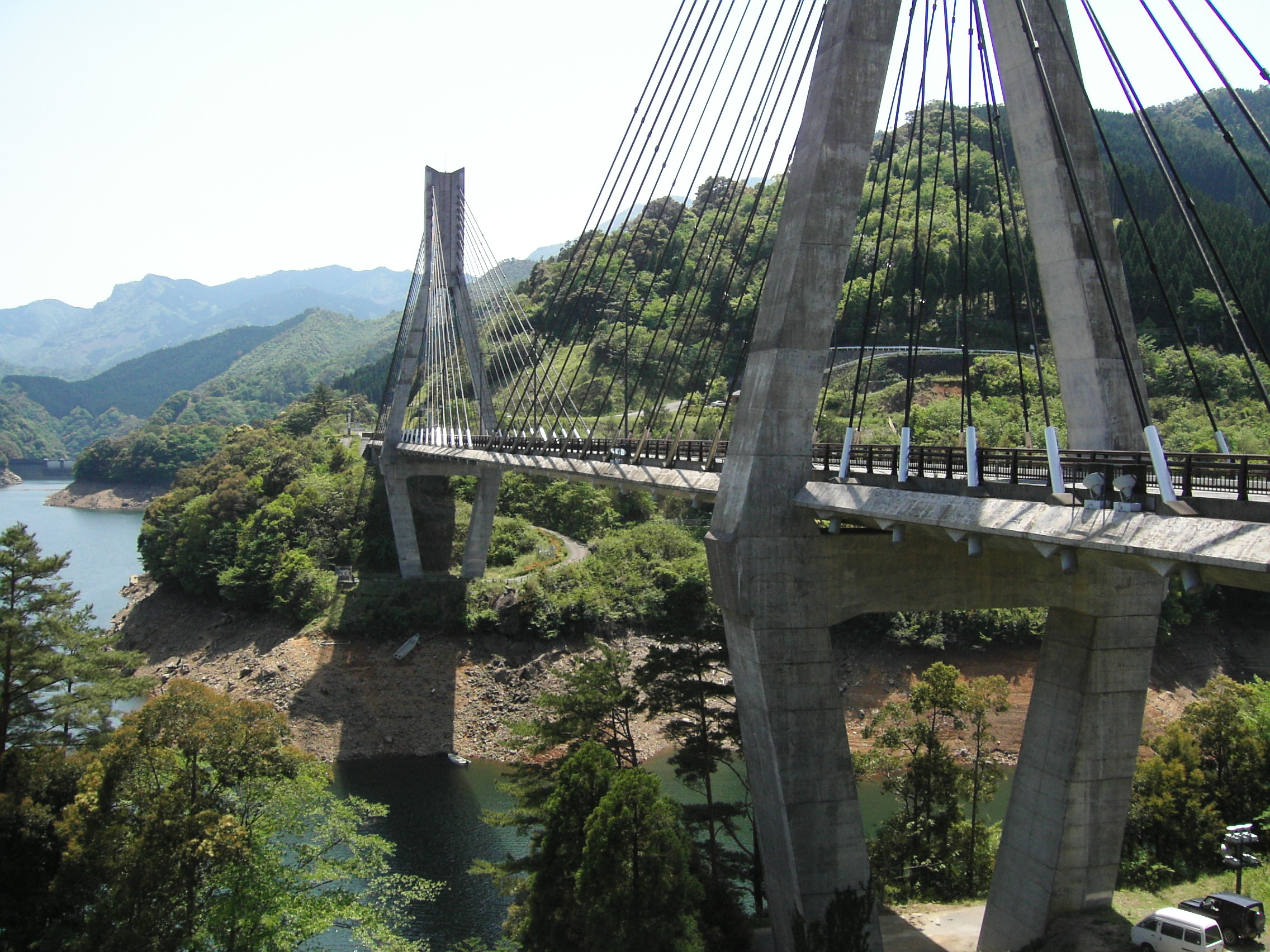
北川ダムに架かる唄げんか大橋

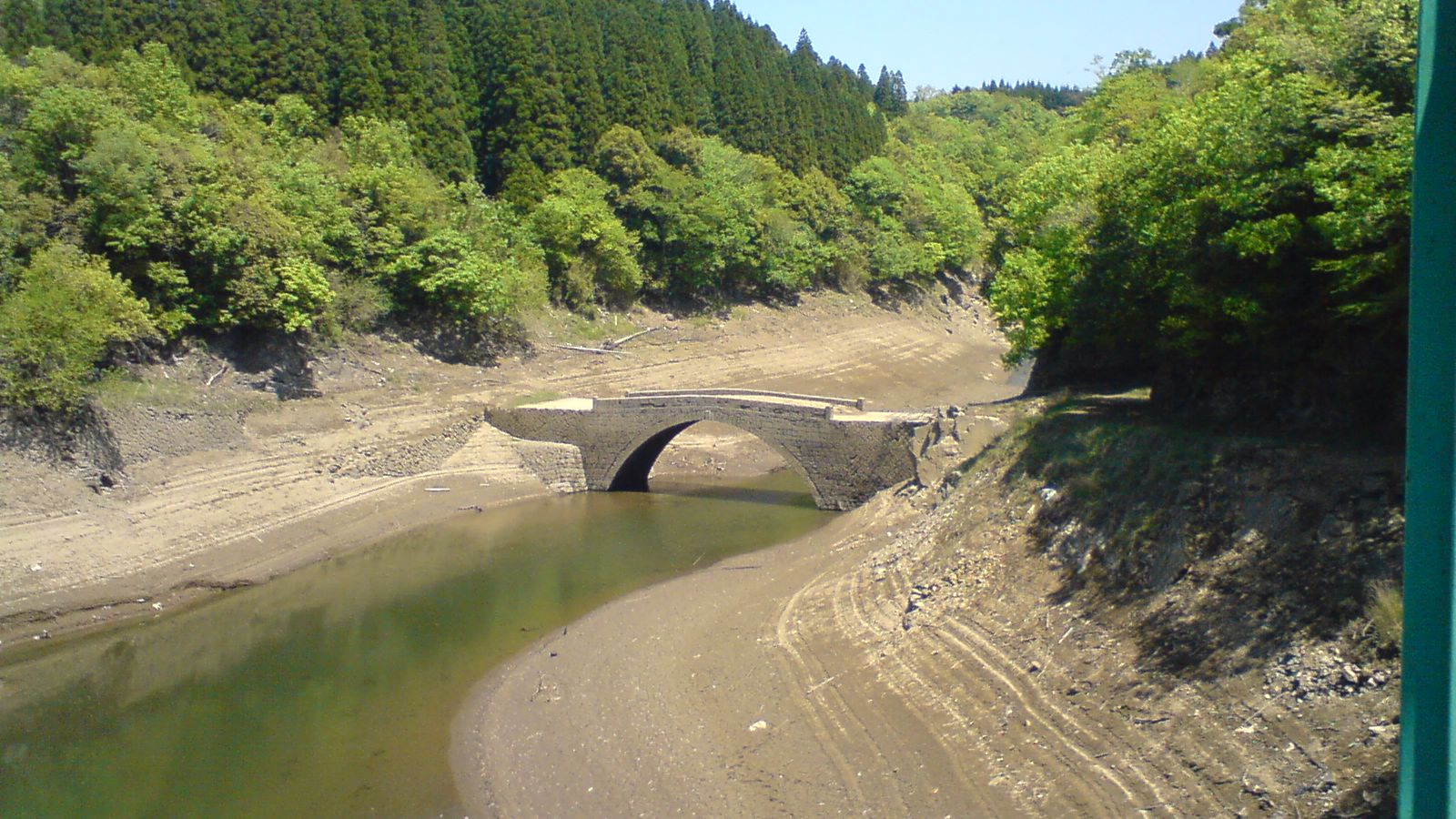
ダム建設時に放棄された橋の一つ「田代橋」